# Confederação Nacional do Trabalho
A Confederação Nacional do Trabalho (CNT) (em espanhol, Confederación Nacional del Trabajo) é uma confederação de sindicatos autônomos de ideologia anarcossindicalista da Espanha. Faz parte da organização de caráter transnacional Associação Internacional de Trabalhadores (AIT). Por este motivo, também é conhecida pela sigla CNT-AIT. É uma organização que vem desempenhando um papel muito significativo dentro dos movimentos sociais relacionados com o anarquismo.
Fundada em 1910 na cidade de Barcelona a partir de grupos organizados em torno do sindicato Solidaridad Obrera, constituiu parte importante do movimento anarquista espanhol. Sua origem pode ser traçada desde a criação da Federação de Trabalhadores da Região Espanhola, organização que sucedeu a seção espanhola da Primeira Internacional. Com um significativo legado histórico e cultural, atualmente a Confederação Nacional do Trabalho prossegue participando no movimento operário espanhol baseando-se nos princípios da autogestão, do federalismo e da ajuda mútua.

## Organização e funcionamento
Filiação
Pode pertencer à Confederação Nacional do Trabalho qualquer pessoa, com a exceção de policiais, militares ou membros de corpos armados. Não é necessário acreditar em nenhuma ideologia para se filiar, sendo compatível, inclusive, a dupla militância em um partido político e sindicato. No entanto, as pessoas que ocupam cargos em partidos políticos não podem fazer o mesmo no sindicato. Esta medida se toma para evitar que alguma facção política possa dirigir ou instrumentalizar a Confederação Nacional do Trabalho.
Objetivos
Como organização sindical, segundo seus estatutos, a Confederação Nacional do Trabalho pretende:
| “ | a) Trabalhar para desenvolver entre os trabalhadores o espírito de associação, fazendo com que compreendam que só por estes meios poderão elevar sua condição moral e material na sociedade presente e preparar o caminho para sua completa emancipação no futuro, à mercê da conquista dos meios de produção e consumo. b) Praticar a ajuda mútua entre as coletividades federais, sempre que seja necessário e estas o reclamem, em qualquer caso. c) Sustentar as relações com todos aqueles organismos operários afins, nacionais ou internacionais, para que a comum inteligência conduza à emancipação total dos trabalhadores. | ” |

Os objetivos da CNT não se limitam à defesa dos interesses dos trabalhadores, incluindo, ainda, o desejo de uma transformação radical da sociedade através do sindicalismo revolucionário:
| “ | O anarcossindicalismo é uma corrente de pensamento que aparece aos finais do século XIX e princípios do século XX. Tem, como características fundamentais: * A intenção de agrupar os trabalhadores, como forma de defesa de seus interesses imediatos, obter melhoras em sua qualidade de vida. * A criação de uma estrutura na qual não haja dirigentes nem poder executivo. * O desejo de transformação radical da sociedade, transformação a que se chega por meio da Revolução Social. Sem finalidade transformadora, não existe o anarcossindicalismo. Outro nome que recebe o anarcossindicalismo é o de sindicalismo revolucionário. | ” |

Para conseguir a revolução social, a organização tem esboçado um sistema econômico-social através do conceito confederal de comunismo libertário, que consiste em uma série de ideias gerais propostas para a organização de uma sociedade anárquica.
Como uma organização que se inspira nas ideias libertárias, identifica-se também com as lutas dos diferentes movimentos sociais. Desta maneira, a CNT defende as causas do mundo do trabalho, assim como a dignidade das pessoas reclusas em prisões, as reivindicações ambientalistas, a luta pela igualdade de gênero, a oposição ao militarismo e o direito de ocupação como forma de constituição de espaços libertários de moradia digna.
A Confederação Nacional do Trabalho é uma organização de caráter internacionalista. Porém apoia o direito à autodeterminação dos povos e sua soberania, em contraposição aos estados:
A anarcossindical é internacionalista, vê o mundo como um todo por cima de diferênças raciais, idiomáticas, culturais etc. Neste sentido, se opõe à opressão que exercem os estados sobre os povos. Somos contrários a que o Estado espanhol oprima o povo basco, a favor de que os povos bascos, catalães, palestinos, sarauís, tibetanos, curdos... sejam donos de seus destinos, permanecendo em seus territórios mais ou menos delimitados, que participem da riqueza da sociedade em geral, que se organizem como queiram independentemente dos estados, porém igualmente nos opomos à criação de um estado basco, palestino, sarauí, curdo... com polícia, exército, moeda, governo, e aparato repressivo.— Anarcossindicalismo básico
Estrutura

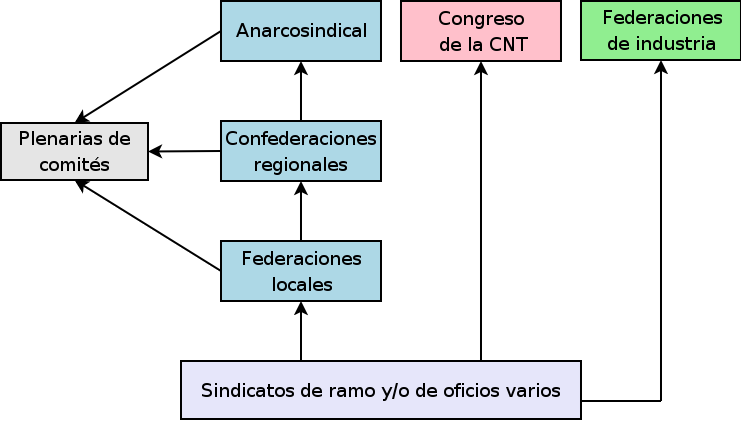
Esquema da estrutura organizacional da Confederação Nacional do Trabalho

A estrutura organizacional da Confederação Nacional do Trabalho está orientada para prevenir, o máximo possível, a burocracia e as lideranças. À direita, se mostra um esquema básico de tal estrutura, cujos elementos são desenvolvidos a seguir.
Federações e confederações
A Confederação Nacional do Trabalho se organiza de forma anárquica, de baixo para cima, através de diferentes níveis de confederações, seguindo o principio federativo. A razão pela qual se optou por esta estrutura organizacional se explica em anarcossindicalismo:
Se faz assim para evitar que as comissões sejam homogêneas. Em outras organizações, se elegem listas, candidaturas, equipes e programas, se estabelecem alianças para copar encargos e seguir adiante com a tendência política eleita pela maioria. O anarcossindicalismo considera que suas comissões não devam ter programas ou política. A eleição direta por parte dos sindicatos garante a heterogeneidade e variedade do comitê. Qualquer tipo de representação tem uma carga de poder executivo, mas, na Confederação Nacional do Trabalho, se procura que este poder, em mãos de pessoas mais ativas e informadas, seja mínimo.— anarcossindicalismo básico
Federações locais e comarcais
Os distintos sindicatos de ramos e de ofícios variados de um mesmo município consistem na federação local de sindicatos (1) que se coordena por meio de um comitê local que tem as mesmas características e atribuições dos comitês dos sindicatos. O comitê local se elege mediante um plano local de sindicatos em que os distintos sindicatos de ramos e de ofícios variados enviam delegações com propostas por escrito tomadas previamente em assembleias.
Por sua vez, os sindicatos de municípios próximos podem agrupar-se em uma federação comarcal.
Confederações regionais
As confederações regionais são a união de vários sindicatos de um mesmo entorno geográfico de ordem regional. Novamente a estrutura se repete: se elege um comitê regional com seu secretário geral e outros secretários em um plano regional de sindicatos em que as diferentes federações locais enviam delegações com propostas por escrito tomadas previamente em assembleia.
A divisão regional da Confederação Nacional do Trabalho sofreu algumas mudanças através do tempo. A divisão contemporânea — não coincide com o as comunidades autónomas da Espanha — se apresenta como uma continuação junto ao atual mapa confederacional da organização.
| Andalucía Almeria Cádis Córdova Granada Huelva Jaén Málaga Sevilha Aragón - La Rioja Huesca Teruel Saragoça La Rioja Asturias - León Astúrias Leão Canarias Las Palmas Santa Cruz de Tenerife | Cataluña - Baleares Barcelona Gerunda Lérida Tarragona Ilhas Baleares Centro Ávila Palência Salamanca Segóvia Sória Valladolid Zamora Madrid Cidade Real Cuenca Guadalajara Toledo | Estremadura Badajoz Cáceres Galiza A Corunha Lugo Ourense Pontevedra Levante Albacete Alicante Castellón Valência Murcia Múrcia | Norte Cantábria Burgos Álava Guipúscoa Biscaia Navarra |

A CNT também conta com uma região exterior com presença em Paris, Toulouse e Montpellier (França).
Confederação nacional ou anarcossindical
| Luis Fernando Barba                         | maio de 1995     | dezembro de 1995  |
| José Luis Velasco                           | dezembro de 1995 | fevereiro de 1998 |
| Luis Fuentes                                | dezembro 1998    | outubro 2000      |
| Ana Sigüenza                                | outubro de 2000  | março de 2003     |
| Iñaki Gil                                   | abril de 2003    | julho de 2005     |
| Rafael Corrales                             | julho de 2005    | julho de 2007     |
| Fidel Manrique                              | julho de 2007    | no cargo          |
| Lista completa de Secretários Gerais da CNT |                  |                   |

As confederações regionais enviam delegações nos mesmos términos em que os casos anteriores a um plano nacional de regionais que atua no âmbito geográfico da Espanha e que constitui a confederações nacionais, também coincidia como a anarcossindical. O pleno nacional de regiões elege um secretário geral nacional e uma federação local que será sede do comitê nacional. A federação local é a que pertence a pessoa elegida como secretário geral. É por este motivo que a CNT não conta com uma sede central fixa, senão que vai trocando dependendo de onde seja o lugar de residência do secretário geral eleito em cada ocasião. A esquerda se mostra uma tabela com os últimos secretários gerais da CNT.
O plano local da federação local elegida como sede se reúne para designar o resto de secretarias. O secretário geral eleito pela plenária nacional de regionais e as secretarias escolhidas pelo plano local da federação local que é sede formam o Secretariado Permanente do Comitê Nacional (SP CN) da Confederação Nacional do Trabalho. O resto do comitê nacional formam as secretarias gerais de cada regional. Como todos os comitês da Confederação Nacional do Trabalho, suas atribuições são técnicas ou administrativas, não podendo tomar decisões.
Congresso da CNT
| Congresso    | Ano  | Localidade       | Fechas                        |
| ------------ | ---- | ---------------- | ----------------------------- |
| Constituição | 1910 | Barcelona        | 30 de outubro - 1 de novembro |
| I            | 1911 | Barcelona        | 8 - 11 setembro               |
| II           | 1919 | Madri            | 10 - 18 de dezembro           |
| III          | 1931 | Madri            | 11 - 16 de junho              |
| IV           | 1936 | Zaragoza         | 1 - 10 de maio                |
| V            | 1979 | Madri            | 8 - 16 de dezembro            |
| VI           | 1983 | Barcelona        | 12 - 16 de janeiro            |
| VII          | 1990 | Bilbao           | abril                         |
| VIII         | 1995 | Granada          | 6 - 10 de dezembro            |
| IX           | 2002 | Perlora, Carreño | 1 - 3 de novembro             |

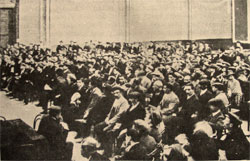
Congresso de formação da CNT em 1910

Ao congresso da CNT formado por representações diretas de dois sindicatos de ramo ou de vários ofícios independentemente duas listas locais ou regionais, com acordos tomados por escrito em assembleia prévia. O congresso tem entre suas atribuições decidir sobre a atividade geral da Confederação Nacional do Trabalho e pode nomear um novo comitê nacional. Desde a fundação da Confederação Nacional do Trabalho em 1910, foram realizados nove congressos, além do congresso de constituição da organização, como se mostra na tabela à direita.
O congresso convoca o comitê nacional com um ano de antecedência quando há necessidade ou existindo novas situações que seja preciso ponderar. Após ratificar-se em um encontro nacional de regionais, se apresentam os temas de discussão e começa o debate em cada sindicato membro da Confederação Nacional do Trabalho sete meses antes da data do início do congresso.

### Encontros
Outra forma de tomar decisões é através dos encontros locais, regionais e congressos, nos quais os sindicatos de ramo ou de vários ofícios participam diretamente enviando delegações com acordos tomados previamente por escrito em assembleia. O encontro nacional de regionais não segue esta regra, pois, neste caso, vão diferentes delegações das confederações regionais com acordos tomados previamente por escrito nos seus respectivos encontros regionais de sindicatos.

### Plenárias
As reuniões dos diferentes comitês (locais, regionais, nacionais) recebem o nome de plenárias. Nas plenárias, não é possível tomar decisões, mas tão só desenvolver questões técnicas e administrativas.

### Estruturas paralelas

#### Conferências
As conferências são reuniões abertas nas quais se se discutem assuntos e se expõem temas que servem para sondar a opinião geral da organização em um dado momento. As discussões passam depois aos sindicatos de base para seu estudo. As pessoas podem acudir a elas, representando-se a si mesmas ou a outro organismo ou sindicato mas não podem tomar acordos.

#### Federações de indústria
As federações de indústria se coordenam segundo similaridade de ramo e não geográfica. A totalidade dos sindicatos da Confederação Nacional do Trabalho de um ramo da produção formam a federação nacional de indústria desse ramo, diferindo da estrutura de sindicatos de ramo coordenados por federações e confederações locais e regionais. Também existem federações de indústria de nível regional.
As federações de indústria possuem autonomia para atuar naqueles assuntos que são de sua incumbência. Nomeiam representantes que estão presentes nas confederações nacionais e regionais com voz mas sem voto.
Algumas das federações de indústria da CNT são:
- Correios de Astúrias
- Ensino de Andaluzia
- Ensino de Castela e Leão
- Ensino da Catalunha
- Estatal de Ensino
- Federal de Correios e Telégrafos
- Sindicato Federal de Telefônica
- Estatal de Serviços Públicos
- Estatal Construção
- Estatal Artes Gráficas

### Outros organismos

#### Meios de expressão
A Confederação Nacional do Trabalho conta com um jornal conhecido como o CNT ou Jornal CNT, que funciona de modo autônomo. Se escolhe sua direção e localidade de residência em um congresso ou pleno nacional. A direção se ocupa da distribuição, impressão, venda, administração das assinaturas e recepção de artigos para o jornal. O diretor eleito para o jornal vai às reuniões do comitê nacional da Confederação Nacional do Trabalho com voz e mas sem voto. O secretário geral da Confederação Nacional do Trabalho é a pessoa ocupada de redigir o editorial do jornal. O CNT tem uma periodicidade mensal, é editada com uma forma Creative Commons de caráter copyleft e pode ser lida tanto na versão impressa quanto na Internet. (2)
Os sindicatos e organismos que formam parte da Confederação Nacional do Trabalho podem ter também seus próprios meios de expressão. Solidariedade Operária é o jornal da Confederação Regional de Trabalho da Catalunha e é o órgão de expressão dos sindicatos federados à anarcossindical mais antigo, datando sua fundação do ano 1907. Outros meios são A tira de papel, o boletim da Coordenadora Nacional de Artes Gráficas, Comunicação e Espetáculos, Cenit, o jornal da regional exterior ou Bicel, o boletim editado pela Fundação Anselmo Lorenzo, o jornal Extremadura Livre, jornal da regional Estremenha.

#### Fundação Anselmo Lorenzo
Uma das prioridades da Confederação Nacional do Trabalho expostas nos acordos do VIII congresso em Granada é as de recuperar a memória histórica do anarquismo espanhol. A principal forma da Confederação Nacional do Trabalho de trabalhar nesse campo é o desenvolvimento de projetos através da Fundação de Estudos Libertários Anselmo Lorenzo, também conhecida como Fundação Anselmo Lorenzo ou simplesmente FAL.
A FAL funciona de modo autônomo e seu diretor é eleito em um plano nacional de regiões ou congresso. Algumas de suas atividades são:
- Manutenção, catalogação e oferecimento ao público dos fundos históricos da Confederação Nacional do Trabalho
- Edição de livros e materiais em outros formatos
- Preparação de eventos culturais em congressos da Confederação Nacional do Trabalho ou da AIT, bate-papos, colóquios, conferências, videoforums, apresentações de livros, etc.
- Edição de um boletim interno chamado Bicel (Boletim Interno de Centros de Estudos Libertários)
- Coordenação com outros projetos similares vinculados à FAL

### Relação com a AIT
A Associação Internacional de Trabalhadores ou AIT é uma organização trasnacional à qual acodem delegações das anarcosindicais dos diferentes países. As anarcosindicais nacionais são conhecidas como seções da AIT, podendo existir unicamente uma em cada país. A CNT é a seção espanhola de dita organização.
A AIT tem um secretariado internacional elegido pelas diferentes seções e pode-se estruturar por continentes através do sistema de federações de indústria.

### Votações
Sempre que há uma votação, é preciso saber que do que se discute é do problema do poder, e na anarcossindical portanto é preciso procurar votar o mínimo possível, e alcançar acordos por consenso. Todas nossas votações são abertas, e de mão levantada. Nunca são secretas.— Anarcossindicalismo básico
Em geral, na CNT, são evitadas as votações na medida do possível, preferindo a fórmula da decisão por consenso. Enquanto este sistema é plausível nos sindicatos de base, nas listas mais altos se há mais difícil evitar totalmente as votações:
| “ | O problema surge quando as decisões têm que ser tomadas em planos locais, regionais ou congressos. Já se explicou que a estrutura básica da CNT são os sindicatos de ramo e se não existem, os de vários ofícios. Pois bem, não há forma justa pela que as decisões possam ser tomadas em votação. - Se cada sindicato dispõe de um voto, um sindicato de 1000 filiados disporia da mesma capacidade de decisão de um de 50. Dois sindicatos de 25 (2 votos) podem impor sua opinião ao de 1000 (1 voto). - Se se vota por número de filiados, um sindicato de 2000 filiados teria 2000 votos, e 100 sindicatos de 20 filiados disporiam da mesma capacidade de decisão de um só sindicato. A distribuição geográfica de 100 é muito mais ampla que a de 1, e um acordo obriga a todos por igual de modo que os sindicatos pequenos têm a mesma responsabilidade que os grandes, mas muito mais dificuldades. - Encontramos além disso o problema das minorias. Um sindicato que em assembleia por exemplo decidisse ir a uma greve por 400 votos contra 350, teria que defender a postura de greve, que é o que saiu na sua assembleia. O sindicato B da federação local diz que não à greve por cem contra 25. O sindicato C da federação local diz que sim por unanimidade de 15 votos. São dois sindicatos a favor da greve e um em contra, e portanto a greve seria convocada se fora um voto por sindicato. Mas, somando os votos negativos à greve, sairiam 450 votos contra da greve e 440 a favor. | ” |

| Desde | Até     | Votos |
| ----- | ------- | ----- |
| 1     | 50      | 1     |
| 51    | 100     | 2     |
| 101   | 300     | 3     |
| 301   | 600     | 4     |
| 601   | 1 000   | 5     |
| 1 001 | 1 500   | 6     |
| 1 501 | 2 500   | 7     |
| 2 500 | adiante | 8     |

Para minimizar esses possíveis problemas, se utiliza um sistema de votação proporcional baseado no número de afiliados ou cotizantes de cada sindicato da anarcossindical, segundo se mostra na tabela a esquerda.
No entanto, o sistema não é infalível e pode propiciar situações discriminatórias em relação ao sindicatos com maior número de afiliações:
| “ | Este sistema beneficia as minorias, mas continua sendo muito discutível. Por exemplo: dez sindicatos com 25 cotizantes, que somariam 250 quotas, têm 10 votos. Mais que um de 2 500, que, com mais 10 vezes de quotas, só tem direito a 7 votos. | ” |

Na CNT, se considera que isto não é excessivamente grave, pois, normalmente, os acordos chegam a um consenso após compridas discussões, mesmo que se admite que o sistema poderia ser melhorado:
| “ | O porquê não se procura outro sistema, é porque hoje em dia não é necessário. Os acordos se pactuam após discussões que podem parecer absurdas aos que começam na anarcossindical, mas que são sumamente importantes para o sindicato ou regional que as defende. De todas formas não estaria de mais que alguém pensasse algo a respeito. | ” |

### Métodos
A CNT se baseia em três princípios básicos, a autogestão, o federalismo e a ajuda mútua, e considera que os conflitos do trabalho devem solucionar-se entre patrão e trabalhadores, sem o concurso de intermediários como organismos oficiais de Estado ou sindicalistas profissionais. Por esta razão, o sindicato é crítico com as eleições sindicais e comitês de empresa sendo partidário no seu lugar das assembleias de trabalhadores, seção sindicais e a ação direta, tendendo também a evitar na medida do possível as causas judiciais. Os cargos administrativos no sindicato são rotativos e não remunerados. (3) Se consideram mais positivas as subidas de soldo lineares que os porcentuais já que as primeiras tendem a favorecer a igualdade de salários.
As medidas sindicais a que costuma recorrer a CNT são a exibição de cartazes diante das sedes de empresas com as que o sindicato mantém algum conflito; a apelação aos consumidores ao boicote de seus produtos; e a solidariedade (4) com os trabalhadores que se encontram em problemas. Durante as greves, podem ser criadas caixas de resistência para apoiar economicamente os grevistas e a suas famílias.
A CNT se organiza em torno de sindicatos. Esta tática se adotou em 1918, nos tempos das lutas sociais do reinado de Alfonso XIII:
| “ | Aumentaram as detenções em ambos os lados, de maneira que os fideiros, que englobariam umas quatrocentos pessoas, ficaram impossibilitados de atuar por falta de gente. Mas, então, todo o ramo de alimentação se solidarizou: padeiros, moedores, cobriram as baixas de seus companheiros detidos. E os carpinteiros, torneiros, o ramo da madeira. A greve dos marceneiros durou dezessete semanas. Patrões relaxaram até que... Foi uma vitória esmagadora. | ” |

Apesar de se terem verificado casos de pistoleiros na década de 1920, a CNT não promove a violência ou ataca pessoas.

## História

### Os primeiros anos

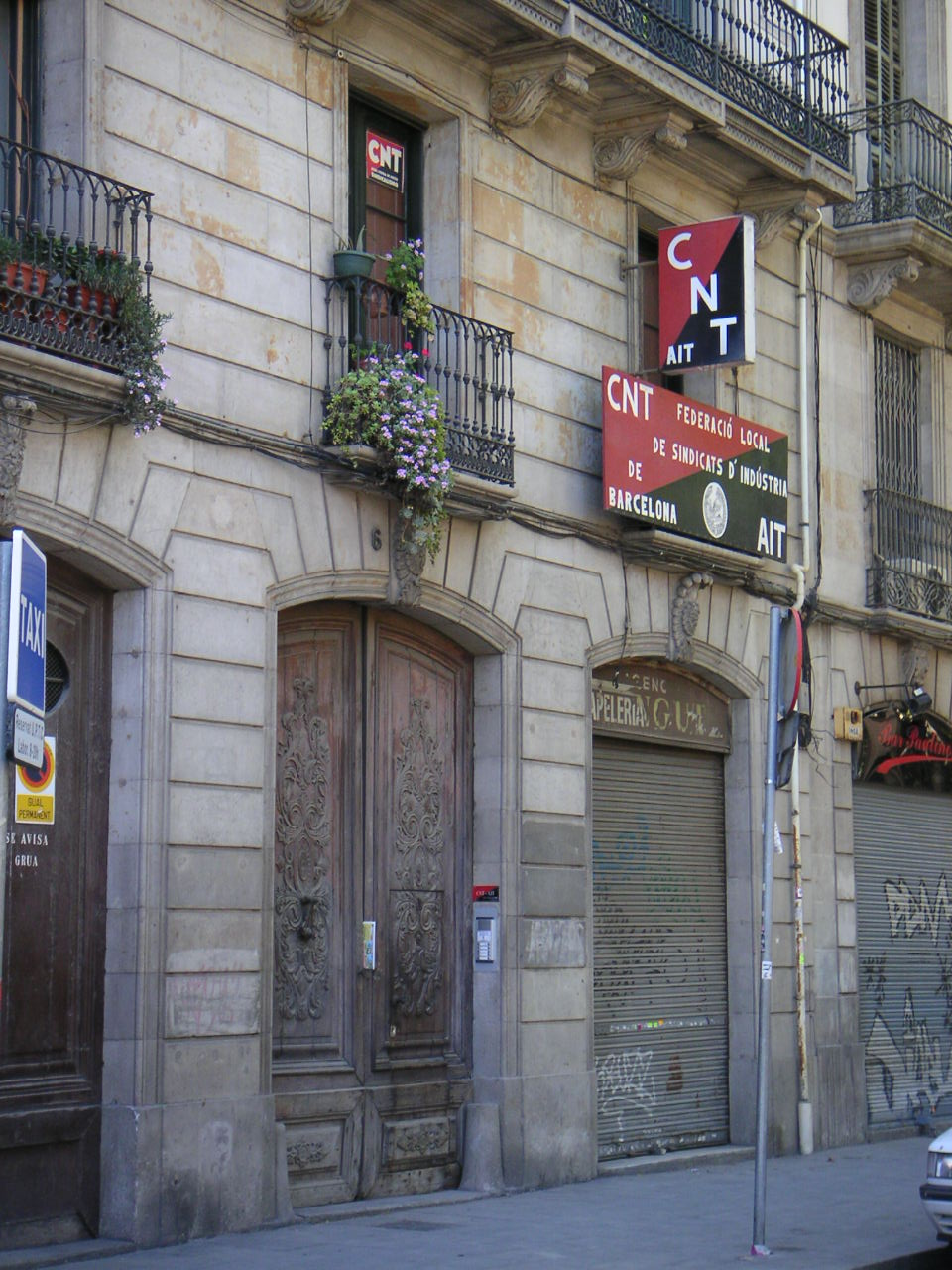
Um escritório da CNT em Barcelona

O movimento anarquista espanhol carecia de uma organização nacional estável nos seus primeiros anos. O anarquista Juan Gomez Casas discutiu a evolução da organização anarquista antes da criação do CNT:
| “ | Após um período de dispersão, a Federação dos Trabalhadores na região espanhola desapareceu para ser substituída pela Organização da Região Anarquista Espanhola... Ela então mudou, em 1890, o Pacto de Assistência e Solidariedade, o qual foi dissolvido em 1896 por causa da legislação repressiva contra o anarquismo de empresas e trabalhadores autônomos... Os restos mortais deram origem ao Solidariedade do Trabalhador, em 1907, o antepassado direto do CNT. | ” |

Houve um consenso geral entre os anarquistas no início do século XX de que uma nova organização do trabalho nacional era necessária para garantir a coerência e a resistência ao movimento. Esta situação surgiu no âmbito do processo natural de revolução industrial. Durante a Bourbon restauração, os partidos tradicionais e dinástico representado por Cánovas del Castillo e Práxedes Mateo Sagasta, o movimento trabalhista juntou cerca de emergentes PSOE como uma força política e os UGT como um sindicato. Não faltam nem os movimentos republicanos e com maior ênfase naDemocrata que fazem parte da nova burguesa apoio.
O peso do sindicalismo revolucionário no início dos anos veio a partir da tese dos redatores do Solidariedade Operária Jose Prat e Ricardo Mella, de anarco-sindicalismo, mas que acreditavam em preceitos básicos do sindicalismo revolucionário.
Assim, a CNT nasceu por volta do ano 1910 em Barcelona em um congresso do sindicato catalão Solidariedade Operária, com o objetivo de construir uma força correspondente à oposição em seguida sindical por maioria, o socialista e UGT "expede a emancipação econômica da classe trabalhadora através da expropriação da burguesia revolucionária...". A CNT começou pequena, com cerca de 30 000 membros, através de vários outros sindicatos e confederações.
Em 1911, por ocasião de seu primeiro congresso, se convocou uma greve geral, o que fez com que o sindicato se tornasse ilegal até 1914. Nesse mesmo ano de 1911, o sindicato recebeu oficialmente seu nome.
A partir de 1916, a CNT trocou de estratégia no que diz respeito a estabelecer relações com o sindicato UGT, o que levou a convocar as duas organizações em conjunto na greve geral de 1917. No segundo congresso da CNT, em 1919, foi estudada a possibilidade de se fundir as organizações de modo a dar uma maior unidade ao movimento operário espanhol. Ao mesmo congresso, aprovou a penhora provisória da CNT para o Terceira Internacional, mas após a visita do Angel Tab á União das Repúblicas Socialistas Soviéticas e este município, a CNT foi definitivamente afastada em 1922.

### Auge da CNT

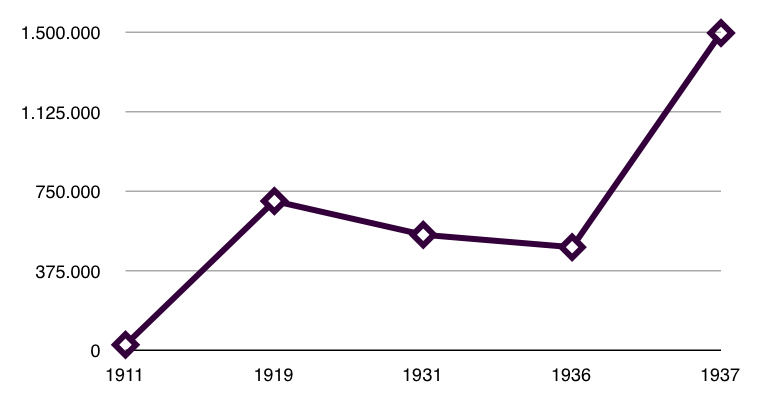
Evolução do número de afiliados à CNT entre 1911 e 1937

A partir de 1918, a CNT se fortaleceu por uma crise na indústria catalã, o que levou muitos trabalhadores a aderir à união. O sindicato teve um papel preponderante no desenvolvimento da greve na companhia Canadense. Em seguida, começou a espalhar o pânico entre os patrões, sendo a origem do pistoleiros que levou a um aumento brusco da violência e da união significativamente afetada.
Em 1922, em Berlim, a CNT adere à Associação Internacional dos Trabalhadores. Em 1923, com o advento da ditadura de Miguel Primo de Rivera, a união é proibida.
Em 1927 e o seu posicionamento perante os "moderados" criada por alguns cenetistas de Valência da Federação Ibérica anarquista (IAF), uma associação de grupos de afinidade anarquistas, que vai desempenhar um papel importante nos anos seguintes, através da chamada conexão com a CNT, designadamente a presença de elementos Faist ou anarco-sindicalismo. A intenção era de que o sindicato não perdesse os princípios ácratas.

### A Segunda República

Bandeira da CNT-FAI

Após a queda do antigo regime, não existe um apoio inicial para a Segunda República, que vai diminuir durante o período de 1931 - 1933 pelos constantes confrontos com as autoridades republicanas nas sucessivas greves gerais e setoriais, até ao final do qual serão realizadas as chamadas revoluções de janeiro e dezembro, ambas rapidamente controladas pelo Estado , E eventos Casas Velhas. Naquele tempo, o núcleo da CNT foi de Catalunha, mas em outras regiões ganharam importância como em Aragão (onde a maioria estava enfrentando a UGT) ou Espanha.
Como as tensões entre a "ala moderada" (no Faist) e da "ala radical" (Faist) continuam a analisar o complexo e dada a natureza setorial e descentralizada da organização. Finalmente, em 1931 um grupo of no Faist publica a Manifesto Trinta que irá conduzir ao treintismo e em 1932, Angel Tab cria uma Partido Unionista.
O biénio radical-cedista foi uma fase de profundas no subsolo que atacaram as bases do anarco-sindicalismo em nível nacional, durante o qual a CNT iria participar de uma frente secundária à iniciativa socialista na chamada Revolução de Outubro em 1934. Em Astúrias, no entanto, a Confederação Regional do Trabalho de Astúrias, León e de Valencia da CNT irá participar ativamente na revolução, devido à sua posição mais favorável para aliança de trabalho, formalizou uma através da UPH com pacto com UGT e FSA. Desta forma, em O Felguera, e no bairro do plano de Gijon Chegou-se a dar breves experiências de comunismo libertário
No bairro do plano, foi para regularizar as suas vidas de acordo com os princípios da CNT: socialização da riqueza, com a abolição da autoridade e capitalismo. Foi uma breve experiência plena de interesse, uma vez que os revolucionários não dominaram a cidade. [...] Ele seguiu um procedimento semelhante ao de La Felguera. Para a organização do consumo, uma Market Committee, com delegados para ruas, nas lojas mercearia, que controlava o número de moradores de cada rua e veio para a distribuição de alimentos. Esse controle pela rua permitiu estabelecer facilmente a quantidade de pão e outros produtos que são necessários. O Comite tomou o mercado global de controle dos stocks disponíveis, nomeadamente das farinhas. — Manuel Villar. Anarquismo na insurreição das Astúrias: a CNT e da FAI em outubro de 1934
Acredita-se que até 30 000 foram detidos durante este período. O sucesso de trânsito na greve de Saragoça, continuando pela greve geral, que durou mais de duas semanas, foi convocada em unidade com a UGT em 1935. No entanto, não houve colaboração nas seguintes ações.
A eleição de 1936 após a queda do governo de Lerroux colocado em um arremesso para o complexo CNT. As opiniões dentro da organização eram divididos entre o tradicional abstencionismo, luz verde ao deixar a votação para os trabalhadores, ou diretamente para pedir a votação para a Frente Popular. Estava entre suas promessas anistia para os prisioneiros.
Acredita-se que uma porção do crescimento da Frente Popular ocorreu justamente por causa da votação libertária.

### A Guerra Civil
Em 1936, a CNT foi finalmente legalizada, após períodos de esconder seguido por outras mais curto até a sua legalização esmagamento no final da Guerra Civil, onde o sindicato colaborou com outras forças o chamado bando republicano para se opor à Nacional bando, mesmo durante a competição para se tornar parte do governo da República com vários ministérios e representantes de alto nível.
Em Barcelona assumiu o controle de anarquistas, coletivizados muito das atividades, provas de que foi testemunhado por George Orwell
Foi seguramente a primeira vez na minha vida em que me encontrava numa cidade onde a classe operária havia tomado o poder. Praticamente todos os prédios importantes haviam sido tomados pelos operários e, no topo de todos eles, tremulavam bandeiras vermelhas, ou vermelhas e negras, dos anarquistas. (… ) Todas as lojas e cafés tinham um cartaz informando a sua coletivização; até os engraxates, cujas caixas, pintadas em vermelho e negro, anunciavam que tinham sido coletivizadas! (… ) Tudo isso era estranho e emocionante. Muita coisa, eu não compreendia e, até certo ponto, me desagradava: mas o fato é que havia ali alguma coisa que, de imediato, me pareceu valer a pena lutar por ela.— George Orwell, Homenagem à Catalunha
Em agosto de 1936, quando comparado ao Aragão começou a se estabilizar, dois quintos da região estavam sob controle rebelde, embora compreendendo a metade da população, uma vez que controlava as três capitais provinciais e Calatayud. Apesar da importância da CNT nesta região, não foi capaz de reagir com rapidez e a repressão estava a esgotar-se com a organização em áreas sob o controle da face nacional.
Do outro lado da dividida Aragão, o Estado republicano também foi cancelado. A milícia da CNT, que ocupava a Baixa Teruel e Huesca, estabeleceu comitês de defesa, que substitui as antigas prefeituras. Em áreas com os maiores pré-guerra anarquista começou com o processo de coletivização da terra. Estas foram coletivizados antecipadas voluntárias e definiu a partir de terras pertencentes a membros e pegou o fugitivo ou desaparecidas. Aqueles que queriam conservar a propriedade dos terrenos não podiam recrutar outros, fora da sua família, e não esculpidos terras passaram o controle da da comunidade.
George Orwell comentou sobre as características da nova sociedade que foi criada nas comunidades:
Eu era integrar mais ou menos por acaso, só a comunidade na Europa Ocidental, onde o revolucionário e uma rejeição do capitalismo foram mais normais para o seu oposto. Aragão estava entre dezenas de milhares de etnia proletária na maior parte dos casos, todos eles viveram e foram tratados em igualdade de condições. Em teoria, ela era uma perfeita igualdade, e, na prática, não estava muito longe de o ser. Em alguns aspectos, está enfrentando um pregusto do socialismo, então eu compreendo a atitude mental prevalente fora da natureza socialista. Muitas das motivações flui em vida civilizada-ostentação, lucro, o medo padrões, etc, tinham simplesmente deixado de existir. A divisão de classe acabou a um ponto que é quase inconcebível na atmosfera comerciais na Inglaterra, só eram camponeses e nós, e ninguém foi mestre de ninguém. —  George Orwell, Homenagem à Catalunha

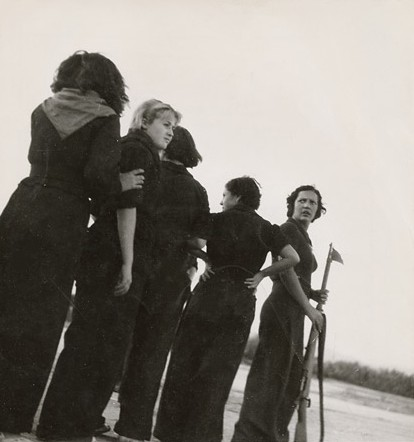
Mulheres participantes de uma milícia republicana treinam nos arredores de Barcelona em Agosto de 1936. A participação das mulheres durante a Guerra Civil Espanhola foi tremenda

Algumas das coletivizações mais importantes foram as de Alcañiz, Calanda, Alcorisa, Valderrobres, Fraga o Alcampel. Não só foram coletivizadas as terras, como também foram empreendidos trabalhos coletivos como a residência dos anciões em Fraga ou a recuperação de hospitais (como em Barbastro ou Binéfar, La Casa de Salud Durruti); assim como a fundação de escolas, entre elas a Escola de Militantes Libertários. Estas obras seriam destruídas durante a guerra pelas tropas franquistas.
Para proteger as novas organizações rurais, a comissão organiza uma plena regional especial representantes do povo levou, apoiado pelo Buenaventura Durruti. Contra o parecer do comitê nacional da CNT, principalmente catalão, que estabelece uma Conselho Regional de Defesa de Aragão.
Em 23 de dezembro de 1936, tendo recebido, em Madrid, um grupo formado por Joaquin Ascaso, Miguel Chueca e três líderes republicanos e independentes, o governo de Largo Caballero, que tinha sido integrado com quatro ministros anarquistas (Joan García Oliver, Juan Lopez, Federica Montseny e Juan Peiró), reconhece a formação a Defesa Nacional, organismo revolucionário que representava o anarquistas e socialista e republicanos, na qual a CNT teve dois Conselheiros
Em meados de fevereiro de 1937 é realizado um congresso em Caspe com o objectivo de criar uma federação de grupos regionais para os 500 delegados presentes, representando 80.000 do membros em Aragão libertário.
Em uma sessão plenária da CNT em março de 1937, a comissão solicitou um voto de censura nacionais, a abolição do Conselho Regional. A ameaça de demissão de toda a comissão regional Aragão impedida. O Conferências em maio em Barcelona, bem como a queda do governo de Largo Caballero seguido pelo Governo de Juan Negrín precipitou a queda da experiência libertária.
o início de julho as organizações da aragonês Frente Popular apoiou publicamente o presidente do Conselho, Joaquin Ascaso. Quatro semanas após a 11 ª Divisão Enrique Lister veio para a região. Em 10 de agosto de 1937 repubicano governamental com sede em Valência dissolvendo o Conselho Regional de Defesa de Aragão. A divisão lista está disponível para uma ofensiva na frente Aragão, mas também foram utilizados para se referir à organização anarquista coletivo e desmantelar as estruturas criadas durante os doze meses anteriores.
Outras personalidades importantes da época são Francisco Ascaso e Miguel Garcia Vivancos.
Apesar do trato igualitário entre homens e mulheres que propunha a CNT desde suas origens, muitas das mulheres que militavam no movimento acreditavam ser necessária a existência de uma organização específica para desenvolver plenamente suas capacidades e sua luta política. Assim surgiu a organização Mujeres Libres que logo se tornaria uma das maiores organizações anarquista da Espanha. Em 1934 foi criada em Barcelona o Grupo Cultural Feminino que junto com o grupo redator da revista Mujeres libres de Madrid no qual participam Lucía Sánchez Saornil, Mercedes Comaposada Guillén e Amparo Poch y Gascón, será o embrião da futura organização. A federação cresceu rapidamente e estima-se que em Outubro de 1938 tinha mais de 20.000 integrantes.

### A CNT sob a ditadura franquista
Em 1939, a Lei de responsabilidades políticas ilegalizava Escritórios de organização e os Bens foram expropriados, edifícios, equipamentos, veículos, contas bancárias, empresas e Documentação colectivizados. Na época, Teve CNT uma filiação e dá um milhão de infra-estrutura, que foi amplamente apoiada.
A CNT operou clandestinamente na Espanha durante Francisco Franco, com atividades também cenetistas no exílioe continuou a luta contra o regime de Francisco Franco até 1948 através de alguns maquis. Desde então, posições divergentes conduziram a um enfraquecimento da organização, que perdeu influência entre a população. Foi revitalizada ao longo das décadas de 1960 e 1970, graças à penetração da ideologia anarcossindicalista de organizações católicas como a Irmandade Operária de Ação Católica (HOAC) e a Juventude Operária Cristã (JOC).

### Durante a transição
Após a morte de Franco, em Novembro de 1975 e no início da Transição, a CNT realizou seu primeiro congresso desde 1936, bem como vários comícios massa, o mais proeminente em Montjuic. Das suas conclusões surgiram algumas das linhas de ação que marcam a sua atuação no local de trabalho. Não participação nas eleições, não reconhecimento dos comitês empresariais, não aceitação de subsídios estatais.
Neste primeiro congresso, realizado em 1979 em Madrid, um setor minoritário, partidário das eleições sindicais, é dividido e rebatizado como CNT Congresso de Valência (referindo-se ao Congresso alternativo realizado nessa cidade) e, posteriormente, perdeu judicialmente a sigla em abril de 1989, virando CGT. Um ano mais tarde, um grupo de filiados à CGT deixa este sindicato para receber subsídios, e fundou a Solidaridade Operária (SO).
A CGT é diferente da CNT para o seu envolvimento nas eleições e Conselhos, bem como a aceitação da figura da associação livre. Portanto, para além da sua participação no treinamento, e de acordo com a legislação vigente, que recebe os recursos financeiros necessários subsídios fixados pelo Estado. Além personalidade, todas estas questões são a causa da controvérsia entre as duas organizações e os derradeiros motivo que dificulta o entendimento entre os dois.
Ficou patente que os policiais não estão procurando por algo ou alguém, já tinha-o culpado isto foi só para assustar e destituir o cenetistas da organização para milhares de membros que, embora identificados com a linha da associação de anarconsindicalistas , Não estavam dispostos a ir longe demais em sua composição, e muito menos para desafiar uma repressão policial de que a magnitude. A coisa não estava brincando, notícias de novas detenções criou um clima de insegurança em grande parte da adesão. Além disso, a certeza do envolvimento da CNT no ataque foi ganhando na opinião pública, o que causou uma grave deterioração da imagem da organização e por extensão os anarquistas. Se juntarmos a isto as notícias de atentados e ataques de grupos fascistas, a qual naqueles dias, foram aumentadas para um leque bastante amplo, podemos fazer um esboço de retrato da situação. Sendo um libertário, na altura, tornou-se algo bastante desagradável. Os meios de comunicação social fizeram-impopulares, policiais e extrema-direita grupos fizeram o mesmo perigosa.— Revista Controvérsia: O Processo Scala. Um julgamento contra o anarco-sindicalismo
A partir a sua legalização, ele começou um movimento a favor de indenizações para a desapropriação de 1939, que serão detalhados na lei 4 / 1986, que exigia a devolução dos bens apreendidos e ao direito à transferência e uso de Imóveis Parte dos sindicatos. Desde então, o CNT está exigindo a devolução da propriedade por parte do Estado.
Na década de 1990 viu a ocupação das instalações da Conselho Econômico e Social, com sede em Madrid, a agência responsável pelo patrimônio acumulado instrumentalidade da associação. No ano 2004 foi alcançado um acordo entre a acusação e a CNT, através da qual a cem ou processadas por esta ocupação eram gratuitos.

### Na atualidade
A CNT se opõe ao modelo da eleições e comitês empresa,(6) e é crítica dos principais sindicatos UGT e CCOO e de reformas trabalhistas,(7) ao mesmo tempo, mantém uma plataforma de causas.(8)
No ano 2005, o governo da Espanha continuou a devolução dos bens apreendidos da união durante e após a Guerra Civil para os sindicatos UGT e CNT. Uma vez que alguns grupos sociais e os meios de comunicação, esse regresso foi descrito como um sinal de favoritismo em direção à UGT, como em 1936 filiação na central anarco-sindicalismo, foi superior à de um outro sindicato eo governo regressou este ano à CNT quatro milhões de euros, enquanto a UGT volta muito mais. A CNT é ainda hoje está pedindo a devolução do seu património histórico apreendidos pelas tropas de Franco.(9)
Em julho de 2006, no 70º aniversário da Revolução Espanhola de 1936, a CNT e a FAI organizaram uma reunião com vários eventos comemorativos como palestras, debates, exibições, exposições e espetáculos musical.(10)
Nos últimos anos, a CNT-AIT tem mantido muitas disputas trabalhistas, algumas delas muito duras, como a última greve Mercadona, a mais longa greve na história da Catalunha. Ou a recente greve do metrô de Madri, com o apoio dos trabalhadores e de outros ativistas sindicais da base do metrô e muito do movimento social em Madri.
Em 2018, a CNT fundou, junto a outras organizações como IWW (EUA), FORA (Argentina) , FAU (Alemanha), entre outras participantes, uma nova organização revolucionária internacional, a Confedereção Internacional do Trabalho - CIT, substituindo assim a recente AIT anarcosindicalista, da qual se desfiliou. A CIT, reune organizações sindicalistas revolucionárias e anarcosindicalistas.

## Símbolos e cultura

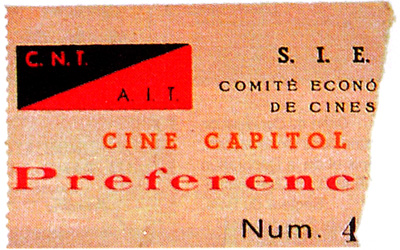
Entrada de um teatro dirigido pela CNT

A CNT, como parte do seu interesse em uma transformação radical da sociedade, tem alegado que a cultura e auto-conhecimento seria acessível aos trabalhadores, trabalho que foi desenvolvido através do suporte para o athenaeums libertário. A Escola militantes Libertarian era uma instituição que, através da pedagogia libertária afirmou que "agrupos de adolescentes para a aquisição de conhecimentos e de responsabilidade pessoal essencial para servir como um local de animadores e contadores ". Através da Libertarian Studies Fundação Anselmo Lorenzo, o CNT gere o seu patrimônio cultural, publica livros e organiza palestras e simpósios. Igualmente, dado que alguns setores da CNT foi apoiado e promovido o esperanto.
A bandeira da CNT é o tradicional anarco-sindicalismo que liga diagonal, como uma negação do nacionalismo e da reafirmação do internacionalismo, a cor vermelha do movimento trabalhista e o negra da anarquismo.
Apesar de não possuir oficialmente um hino existem diversas canções identificadas com a CNT, uma delas é A las barricadas , composta pelo poeta polonês Wacław Święcicki em 1883 com o nome original de Warschawjanka, teve sua letra adaptada para o castelhano por Valeriano Orobón Fernandez, recebendo diversos arranjos musicais entre estes uma versão em coro orquestrada por Angel Miret Em 1933.
Aqueles que querem filatelia pode apreciar a selos(11) com motivos da CNT que será emitido durante a Guerra Civil Espanhola. Existe também uma grande variedade de cartaz é (12) deste período, o cinema bilhetes e outros itens de coletor ligados às empresas que foram coletivizados durante a Revolução Espanhola de 1936.
George Orwell, que combateu na Guerra Civil Espanhola naas milícias do Poum, um partido marxistas cujos militantes revolucionários eram aliados da CNT durante a revolução e que pertenciam ao exterior antigo secretário geral união Andrés Nin - descritos em seu livro Homenaje a Cataluña dia do Barcelona estoura com o CNT e anarquismo. No nono capítulo do livro acima mencionado afirma"De acordo com as minhas preferências meramente pessoais, eu teria gostado de unir os anarquistas".
Robert Capa retratou a morte de miliciano Federico Borrell García durante a Guerra Civil Espanhola na instantâneas intitulada Morte de um miliciano, (13) Fotografia tem andado ao redor do mundo e tornou-se uma mítica imagem que mostra o destino dos Guerra.
Em 1936, foram coletivizados a indústria cinematográfica(14) tal que havia curtas-metragens comoO fosso(15) (1937). A CNT foi refletida no filme espanhol, o recente filmeLibertárias(16) (1996) de Vicente Aranda no qual ele mostra um grupo de milicianos na cara de Aragão durante a Guerra Civil Espanhola.

## Militantes destacados
Estes foram alguns dos mais destacados militantes da CNT em sua história.
- Diego Abad de Santillán
- Francisco Ascaso
- Eduardo Barriobero e Herrán
- Buenaventura Durruti
- Carles Fontseré
- Miguel Garcia Vivancos
- Joan García Oliver
- Anselmo Lorenzo
- Federica Montseny
- Valeriano Orobón Fernández
- Josep Peiró Olives
- Juan Peiró
- Ángel Pestaña
- Salvador Seguí

## Acontecimentos históricos
Estes foram alguns dos acontecimentos históricos mais importantes nos quais tomou parte ou se viu envolvida a CNT.
- Greve geral de 1917
- Greve da Canadense de 1919
- Revolução de Janeiro de 1933
- Acontecimentos de Casas Viejas de 1933
- Revolução de 1934
- Revolução Espanhola de 1936
- Jornadas de Maio de 1937
- Caso de Scala de 1978
- Greve de Mercadona em 2006-2007

## Filmografia
- A Língua das Mariposas (1999)
- Buenaventura Durruti, anarquista (1999)
- Durruti en la Revolución Española (1996)
- Libertarias (1997)
- Soldados de Salamina (2003)
- Terra e Liberdade (1995)
- Vivir la utopía (1997)